# Phreatia hollandiana
Phreatia hollandiana är en orkidéart som beskrevs av Johannes Jacobus Smith. Phreatia hollandiana ingår i släktet Phreatia och familjen orkidéer. Inga underarter finns listade i Catalogue of Life.